# Mangostin
Mangostin (lat. Garcinia mangostana), vrsta garcinije, porodica kluzijevki, tropskog zimzelenog drveta iz jugoistočne Azije, ukjlučujući Borneo i Malajski poluotok. 
Naraste od 6 do 25 metara visine. Poznato je po vrlo sočnom plodu, slatkog i pikantnog okusa koje se koristi u prehrani a korisno je kod snižavanja razine kolesterola u čovjekovom tijelu. Konzumirati se može svježe, može se i zamrznuti za buduću upotrebu, no može se desiti da će izgubiti okus.
Znanstvena istraživanja se pokazala da sadrži prirodne polifenolne spojeve, poznatije kao ksantoni.

## Podvrste
1. Garcinia mangostana var. borneensis Nazre
2. Garcinia mangostana var. malaccensis (Hook.f.) Nazre
3. Garcinia mangostana var. mangostana

## Sinonimi
- Mangostana garcinia Gaertn.

- G. mangostana
- G. mangostana
- G. mangostana
- G. mangostana